# 422 Berolina
Berolina (asteroide 422) é um asteroide da cintura principal, a 1,7518867 UA. Possui uma excentricidade de 0,2138944 e um período orbital de 1 215,17 dias (3,33 anos).
Berolina tem uma velocidade orbital média de 19,95171188 km/s e uma inclinação de 4,99667º.
Esse asteroide foi descoberto em 8 de Outubro de 1896 por Gustav Witt.